# Krypton (drog)
Krypton är en drog som uppges ha psykoaktiva eller stimulerande egenskaper. Drogen består av en kombination av mitragynin, som kommer från växten kratom, och O-desmetyltramadol.
Under perioden oktober 2009 till oktober 2010 sattes krypton i sammanhang med nio dödsfall i Sverige i en studie utförd av Rättsmedicinalverket. De omkomna var samtliga födda under 1970- och 1980-talen, och inget av dödsfallen bedömdes som avsiktliga självmord. I december 2010 var inget av de två aktiva ämnena narkotikaklassade, och krypton kunde därför säljas som en så kallad "nätdrog" utan att detta var olagligt. Konstaterandet av samband med flera dödsfall innebar dock att Läkemedelsverket satte igång en process för att få O-desmetyltramadol narkotikaklassat i Sverige i början av 2011.
Den 25 mars 2011 narkotikaklassades Krypton i Sverige, efter beslut av regeringen.